# Marino Morettini
Pour les articles homonymes, voir Morettini.
Marino Morettini (né le 1er février 1931 à Vertova et mort le 10 décembre 1990 à Milan) est un coureur cycliste italien. Lors des Jeux olympiques de 1952 à Helsinki, il a remporté la médaille d'or de la poursuite par équipes avec Guido Messina, Mino De Rossi et Loris Campana, et la médaille d'argent du kilomètre. Il a été champion du monde de vitesse individuelle amateurs en 1953. Il a ensuite été coureur professionnel de 1954 à 1962.

## Palmarès

### Jeux olympiques
- Helsinki 1952
  -  Champion olympique de la poursuite par équipes (avec Guido Messina, Mino De Rossi, Loris Campana)
  -  Médaillé d'argent du kilomètre

### Championnats du monde
- 1951
  -  Médaillé de bronze de la vitesse individuelle amateurs
- 1952
  -  Médaillé d'argent de la vitesse individuelle amateurs
- 1953
  -  Champion du monde de vitesse individuelle amateurs

### Championnats nationaux
- Champion d'Italie du kilomètre en 1950, 1951, 1952 et 1953